# Priolo Gargallo
Priolo Gargallo (Priolu trong tiếng Sicilia) là một đô thị ở tỉnh Syracusa, Sicilia (Italia). It's có vị trí khoảng 190 km về phía đông nam của Palermo và khoảng 13 km về phía tây bắc của Syracuse. Tại thời điểm ngày 31 tháng 12 năm 2004, đô thị này có dân số 12.009 người và diện tích là 57,6 km².
Priolo Gargallo giáp các đô thị: Melilli, Syracuse, Solarino, Sortino.